# Gewoon schildmos
Gewoon schildmos (Parmelia sulcata) is een bladvormig korstmos die behoort tot de orde Lecanorales van de ascomyceten. Het komt voor op de schors van bomen en dood hout. Gewoon schildmos vormt voor de verspreiding spleetsoralen.

## Determinatie
Uiterlijke kenmerken
Het bladvormige thallus is tot 20 cm groot en vormt een rozet. De lobben zijn hoekig, worden 2–6 mm breed en 20–50 mm lang en overlappen elkaar. De blauwgrijze tot grijsgroene bovenzijde van het thallus is bedekt met netvormige, verhoogde aderen (pseudocyphellen). Pseudocyphellen zijn kleine, punt- tot streepvormige openingen in het oppervlak van het thallus en zorgen voor de gasuitwisseling. De bladtoppen zijn soms bruin. De onderzijde van het thallus is donker gekleurd en de zwarte, enkelvoudige tot gaffelvormige rhizinen, waarmee de korstmos vastzit op de ondergrond, zitten tot aan de rand.
Apotheciën komen weinig voor. Indien aanwezig hebben ze een diameter van 2–5 mm groot en zijn ze bruinrood van kleur. 
De medulla en sorediën van het korstmos reageren positief met kaliumhydroxide (K) en kleuren hiermee roodoranje. Ze reageren ook positief met para-fenyleendiamene (Pd) en kleuren hiermee oranje. Het korstmos fluoresceert niet in ultraviolet licht. Ook is er geen kleurreactie waarneembaar met C of KC.
Microscopische kenmerken
In een sporenzakje zitten acht, ellipsvormige, kleurloze ascosporen, die 13–16 × 6–8 µm groot zijn.

## Gelijkende taxa
Gewoon schildmos lijkt veel op blauwgrijs steenschildmos, maar die heeft isidiën.

## Ecologie
Het komt voor in verschillende soorten bossen, maar soms ook buiten bossen; in uitzonderlijke gevallen op kiezelstenen en zandduinen. Het ontwikkelt zich voornamelijk op de bast van loof- en naaldbomen, soms ook op rottend hout en rieten daken.  

## Verspreiding
Gewoon schildmos is wijdverbreid over de hele wereld. Behalve op Antarctica komt het op alle continenten voor, zowel in gebieden met een koud en gematigd klimaat als in gebieden met een tropisch klimaat. Op het noordelijk halfrond wordt het wel frequenter waargenomen dan op het zuidelijk halfrond. In Nederland is het een vrij algemene soort. Het is niet bedreigd en staat niet op de rode lijst.

## Toepassingen
Het stikstofgehalte in gewoon schildmos maakt het mogelijk conclusies te trekken over de ammoniumdepositie en de totale stikstofdepositie. Vanwege zijn vermogen om stikstof op te slaan in verhouding tot de toevoer van reactieve stikstofverbindingen in de lucht in zijn thallus, wordt het gebruikt om vervuilingseffecten op te sporen.